# Locomotiva DR 130
Baureihe 130 è la classificazione di una famiglia di locomotive diesel-elettriche delle Deutsche Reichsbahn composta da detto gruppo e dai sottogruppi 131, 132 e 142. Quando l'amministrazione ferroviaria si fuse con Deutsche Bundesbahn, dando così vita a Deutsche Bahn AG, le macchine diventarono, rispettivamente, Baureihe 230, 231, 232 e 242. Sotto la nuova gestione diverse unità del gruppo 232 furono in seguito riqualificate, con conseguente creazione dei sottogruppi 233, 234 e 241.
I rotabili furono costruiti nella fabbrica di locomotive Luhanskteplovoz, in Unione Sovietica, e trasportati in Germania Orientale. Dopo la riunificazione tedesca il loro impiego continuò principalmente alla testa di pesanti treni merci.
Complessivamente furono costruiti più di 870 esemplari tra il 1970 e il 1982. Due unità furono successivamente destinate alle sperimentazioni, formando il minigruppo 754. L'intera famiglia di locomotive viene inoltre identificata, sia in Germania che all'estero, con il soprannome Ludmilla.

## Sviluppo

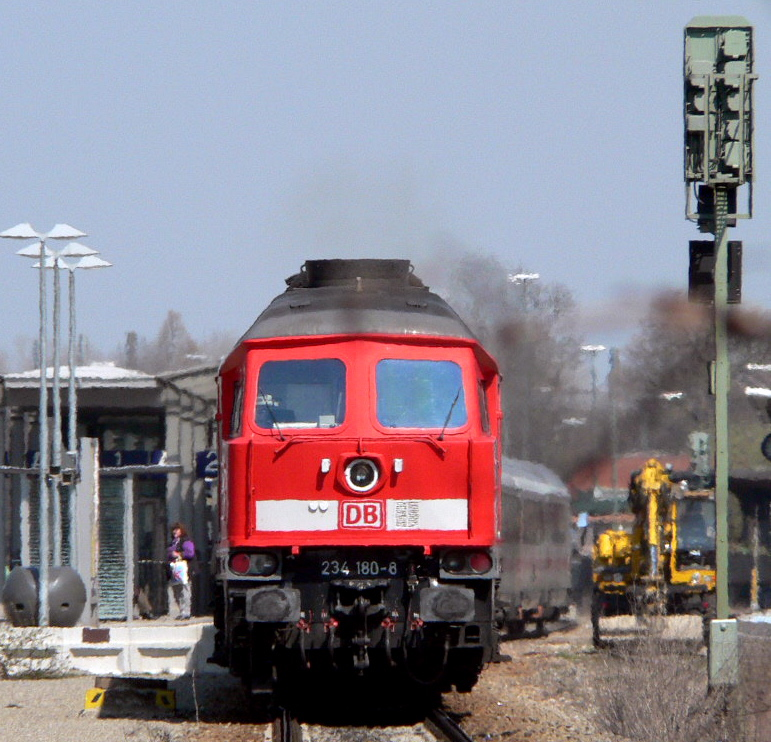
La 234 180-8 in testa ad un InterCity a Ravensburg, nel 2006. Si noti il frontale più basso rispetto al tetto, il vistoso faro centrale tipico delle macchine dell'Est Europa e l'alloggiamento sporgente del gancio: tali locomotive, infatti, uscirono di fabbrica con il gancio automatico russo, mentre gli organi tradizionali di trazione e repulsione furono applicati successivamente

Nel corso degli anni sessanta il governo della Germania Orientale decise di concentrare le risorse sulla trazione Diesel. D'accordo con le direttive del COMECON la repubblica socialista aveva dovuto interrompere la produzione di locomotive a gasolio con trasmissione idraulica, pertanto prese ad importare le macchine dall'URSS, a cominciare da una versione della robusta M62 (nota anche con lo pseudonimo di Taigatrommel) chiamata dapprima V200, poi Baureihe 120 e infine, dopo la riunificazione, Baureihe 220.
Prive di apparecchiature per il riscaldamento elettrico del treno e con una velocità massima di soli 100 km/h, le 120 si dimostrarono inadeguate per il servizio passeggeri. Per venire incontro alle esigenze delle DR, la fabbrica di rotabili di Lugansk cominciò a produrre, nel 1970, il gruppo 130. Sfortunatamente, però, l'industria sovietica non era ancora in grado di fornire le macchine con il riscaldamento elettrico, quindi le nuove unità furono costrette al servizio merci, per giunta con un rapporto di trasmissione per nulla adatto allo scopo. Di conseguenza, il passo successivo fu l'ordinazione di 79 esemplari del gruppo 131, dotati di un rapporto da 100 km/h e di un maggiore sforzo di trazione.
Quando nel 1972 il riscaldamento elettrico fu finalmente disponibile, la fabbrica allestì due prototipi di tipo 130.1. A causa delle precarie condizioni delle linee della DDR la velocità massima era limitata a 120 km/h e lo stesso fu fatto con il gruppo 132. Quest'ultimo, con i suoi oltre 700 esemplari, divenne la colonna portante di tutto il traffico a trazione termica della nazione. Nel 1977 furono costruite sei unità del gruppo 142 da 2940 kW di potenza, ma la priorità dell'amministrazione si spostò sull'elettrificazione di molte direttrici principali, e quindi macchine di questo tipo non furono più necessarie.
A seguito della riunificazione la famiglia di locomotive fu rimarcata con i criteri in uso presso l'ex Germania Occidentale, nella fattispecie ogni macchina termica da treno ha il 2 come cifra iniziale: la 130 diventò 230, la 131 231 e così via. Entrambi questi gruppi furono radiati dal parco entro breve tempo, il gruppo 232 (ex 132) rimase in servizio, facendosi carico anche dei treni merci dell'ex rete dell'Ovest.
Diverse 232 sono state oggetto di riqualificazione nel corso degli anni, portando all'istituzione di tre nuovi sottogruppi: 234 (ripristino della velocità massima assoluta di 140 km/h), 233 (installazione di un nuovo motore a 12 cilindri) e 241 (nuovo motore da 2940 kW).

## Caratteristiche costruttive

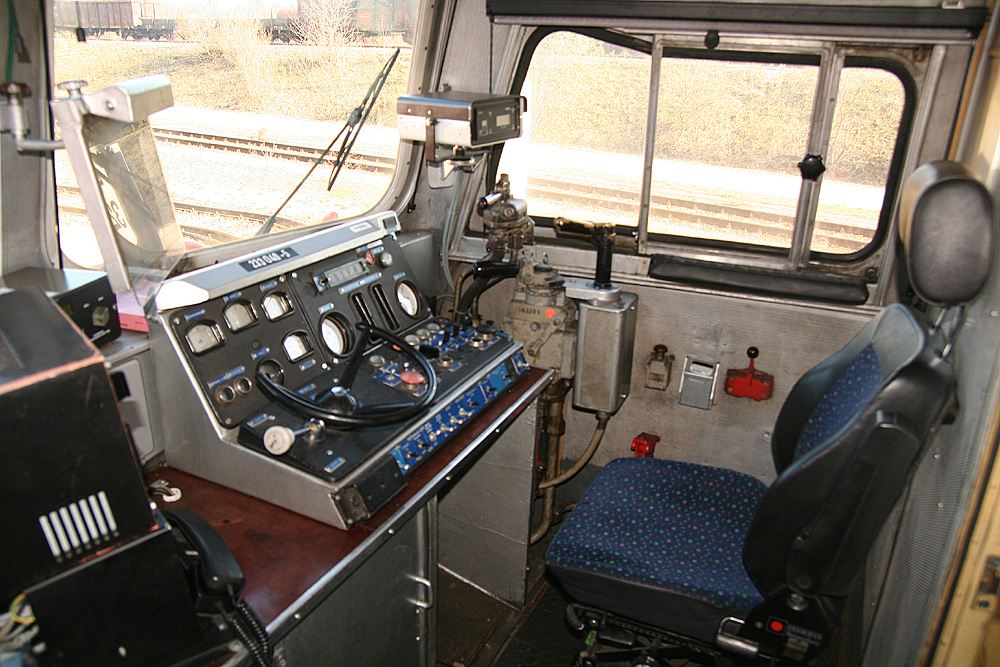
Il banco di guida di una 232. La corrente da fornire ai sei motori elettrici di trazione è regolata per mezzo del volantino.

Le Ludmilla sono state costruite con un telaio d'acciaio saldato alla carrozzeria delle stesse. Le unità dotate di riscaldamento elettrico presentano detto telaio più lungo di 200 mm a causa dello spazio extra richiesto.
I due carrelli a tre assi, imperniati alla cassa in corrispondenza della parte centrale, hanno la sospensione primaria costituita da molle elicoidali affiancate da smorzatori. La trasmissione del moto è elettrica. Sull'originale famiglia delle 130 e seguenti un motore Diesel quattro tempi a 16 cilindri, dotato anche di iniezione diretta e sovralimentazione, tipo Kolomna 5 D 49 provvede a muovere la dinamo, fornendo così l'alimentazione in corrente continua a sei motori elettrici "sospesi per il naso". Il Gruppo 233 è stato invece equipaggiato con un propulsore da 12 cilindri.
La potenza installata varia da 2200 kW circa a 2940 a seconda dei modelli, la capacità dei serbatoi è di 6000 litri e la quantità di olio lubrificante usata ammonta a 1100 litri.
Il propulsore soffrì, all'inizio, di rilevanti problemi; l'originario albero a gomiti era realizzato con duttile ghisa ma era soggetto a rotture, specialmente all'inizio della primavera. Gli alberi danneggiati furono rimpiazzati da altri fucinati e garantiti per 20000 ore di attività, tuttavia anche questi pezzi erano ancora troppo fragili in superficie. Quest'ultimo inconveniente fu risolto nitrurando le parti interessate e sottoponendole alla ricottura con un laser ad anidride carbonica.

## I gruppi nel dettaglio

### DR Gruppo 130 / DB AG Gruppo 230

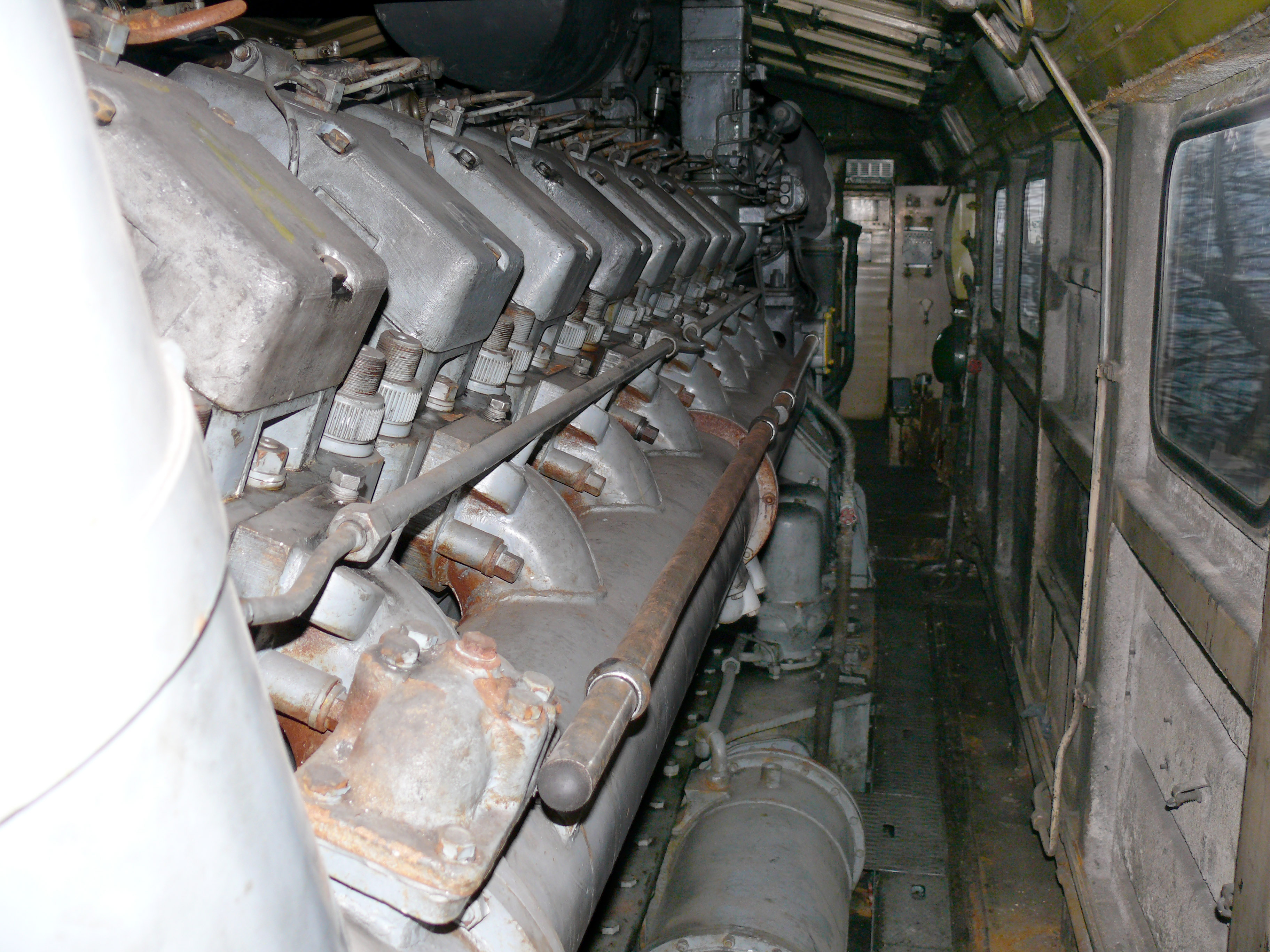
La sala macchine della Ludmilla, con in primo piano parte del propulsore Kolomna 5 D 49.

Il primo esemplare del Gruppo 130 fu presentato per la prima volta alla Fiera di Lipsia del 1970 marcato come V 300 001. Il VES-M di Halle provò alcune unità del gruppo dotandole della classificazione definitiva.
La prima macchina prese servizio sulla linea che da Lipsia corre verso sud e sempre in quella occasione fu ribattezzata Ludmilla, soprannome che avrebbe contraddistinto anche tutta la produzione a venire.
Le 80 locomotive del Gruppo 130 avevano i carrelli e il rapporto di trasmissione studiati per farle marciare a 140 km/h, ma, essendo prive di riscaldamento elettrico, furono relegate al servizio merci pesante (compito per il quale non erano affatto ottimali, dato che la configurazione degli ingranaggi comportava uno sforzo di trazione più basso di quanto normalmente richiesto).
La velocità massima operativa fu quindi ridotta a 100 km/h. Dopo qualche tempo il costruttore approntò due prototipi equipaggiati di riscaldamento elettrico e denominati dalle DR 130 101 e 102, essendo sostanzialmente assimilabili al gruppo principale. Anche questi rotabili furono limitati a 100 km/h.
Dopo la riunificazione le 130 confluirono nel nuovo Gruppo 230, rilevando la marcatura appartenuta all'unico mastodontico esemplare del Gruppo 230 DB, noto anch'esso come V 300 001.

### DR Gruppo 131 / DB AG Gruppo 231
Quando divenne evidente che le 130 sarebbero state usate quasi esclusivamente per i merci, 79 unità su 80 ricevettero un nuovo rapporto di trasmissione specifico per i 100 km/h e contemporaneamente persero la frenatura elettrica. Fu quindi istituito il Gruppo 131, in seguito 231.

### DR Gruppo 132 / DB AG Gruppo 232 e varianti

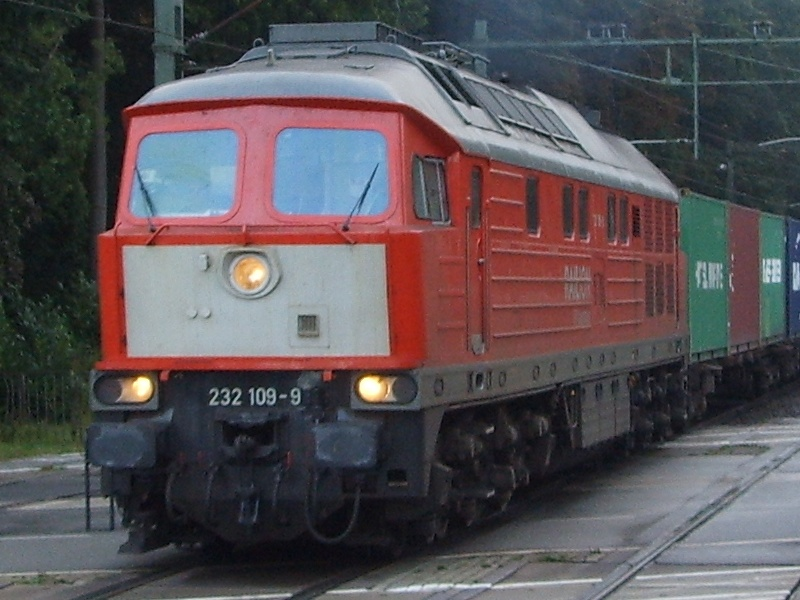
La 232 109-9 di Railion in transito alla stazione di Driebergen-Zeist, Paesi Bassi, il 1º settembre 2007

Quando il riscaldamento elettrico divenne finalmente realtà si poté procedere alla costruzione delle locomotive del Gruppo 132.
Le due macchine prototipo costruite nel 1972, come detto poc'anzi, divennero una sottoserie del Gruppo 130, anche se in realtà rimasero sempre al VES-M di Halle a fini sperimentali. Dopo l'avvento di Deutsche Bahn AG formarono lo sparuto Gruppo 754.
Le 132 cominciarono ad entrare in servizio nel 1974 e furono replicate in 709 esemplari. Essendo le linee delle DR fortemente limitate, anche le macchine ricevettero la velocità massima operativa di 120 km/h.
Sotto la gestione di Deutsche Bahn AG numerose unità furono riqualificate a vario titolo, creando le seguenti varianti:

#### DB AG Gruppo 232.9
Trattasi di alcune macchine che erano state trasformate per raggiungere la velocità massima di progetto di 140 km/h (Gruppo 234) e che successivamente sono state riportate alle condizioni precedenti alla riqualificazione.

#### DB AG Gruppo 233
Le ex 232 costituenti questo gruppo furono riqualificate con l'adozione del motore Kolomna 12 D 49 M e di altre migliorie minori. La sostituzione del propulsore originario si rese necessaria in quanto era ormai arrivato al limite di durata. I candidati esaminati furono tre: uno prodotto da Caterpillar, uno della MaK (oggi Vossloh) e un'altra versione del Kolomna 5 D 49; per ragioni di budget, e per il fatto che l'installazione avrebbe richiesto un adeguamento minimo, fu scelto il terzo. Tuttavia, dato che il costruttore provò di non poter fornire assistenza a lungo termine, DB AG preferì montare un altro motore Kolomna, stavolta da 12 cilindri. Tale motore permette di escludere alcuni cilindri quando lavora a bassi regimi; in questo modo la locomotiva consuma meno gasolio.

#### DB AG Gruppo 234

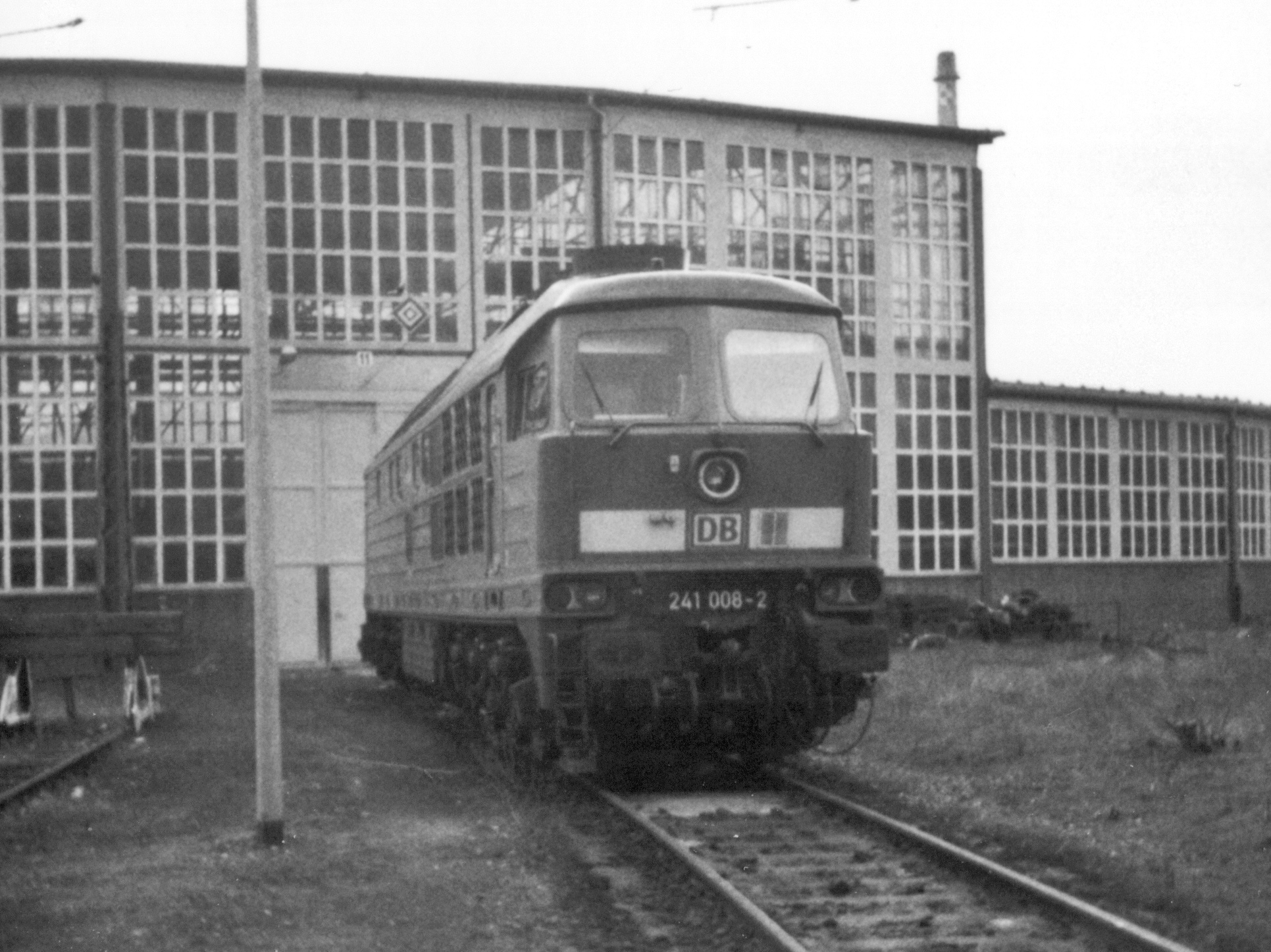
La 241 008-2 in sosta a Blankenburg

232 riconvertite per correre nuovamente a 140 km/h, grazie al montaggio dei carrelli recuperati dalle demolende 230. Il gruppo si compone di 64 esemplari.

#### DB AG Gruppo 241
Dieci esemplari di 232 furono trasformati nel 1997 per il solo servizio merci con un nuovo motore da 2940 kW, modifiche alla trasmissione elettrica (compresa l'adozione dell'antislittante) e impianto frenante potenziato. La velocità massima è di 100 km/h.

### DR Gruppo 142 / DB AG Gruppo 242
A cavallo tra il 1977 e il 1978 furono fabbricate sei locomotive dalla potenza di 2940 kW, entrate a far parte del Gruppo 142. Tuttavia a livello politico si decise che molte linee principali sarebbero state elettrificate, perciò non ci sarebbe stato bisogno, in futuro, di macchine così potenti, di conseguenza la loro produzione cessò.
A quell'epoca la 142 era la locomotiva termica singola più potente del Vecchio Continente e rimase tale fino al 2006, ovvero quando fu surclassata dai 3600 kW della Voith Maxima 40 CC.

## In servizio
Il servizio delle 132 durante l'esistenza della Repubblica Democratica Tedesca fu caratterizzato dall'uso "universale", dagli espressi sulle linee non elettrificate ai treni carichi di carbone o calce con masse oscillanti tra le 1800 e le 2200 tonnellate. Avendo un peso assiale maggiore il loro impiego non risultò più flessibile di quello dei Gruppi 118 e 119.
Dal 1989, dopo la caduta del muro di Berlino, le macchine cominciarono a trainare i primi treni diretti verso città della Repubblica Federale Tedesca, in particolare Amburgo, Kassel, Norimberga e Kiel. Dopo la fusione tra DB e DR del 1994 le Ludmilla erano viste ancora più avulse dal resto del parco - rilevando comunque gran parte dei turni appannaggio della famiglia delle V 160 - per via della loro elevata potenza.
Dopo la divisionalizzazione interna le 232 passarono a DB Cargo (oggi Railion) diffondendosi nei servizi merci in tutta la Germania e, più recentemente, anche in Olanda; le 241 si spinsero oltre fino in Belgio alla testa dei treni del carbone. Le 242 hanno trainato pesantissimi merci per DB AG passando infine in forza ad operatori privati.
Diversi servizi passeggeri (tra cui l'EuroCity Berlino-Varsavia) erano effettuati dalle 234 di DB Fernverkehr.

### Accantonamento
Le unità del gruppo 230 furono le prime ad essere radiate, seguite dalle 231, che erano prive del riscaldamento elettrico. Alcune macchine furono acquistate da imprese private (come l'EBW), altre sono preservate nei musei. Diversa sorte toccò alle 242: accantonate da DB AG furono poi acquisite da altre aziende.

## Modelli simili
Locomotive simili alla famiglia delle 130 furono prodotte per altri Paesi del blocco comunista:
 Bulgaria
- 07, simile al Gruppo 131

 Cecoslovacchia
- T679.2, somigliante al Gruppo 132

 Unione Sovietica
- TЭ 109
- 2TЭ 109
- TЭ 125
- TЭ 129